# Connie Britton
Constance Elaine "Connie" Britton (n. 6 martie 1967, Boston, Massachusetts, SUA)
este o actriță, cântăreață și producătoare americană.
Connie Britton și-a făcut debutul în filmul independent The Brothers McMullen (1995), iar în anul următor, ea a interpret pe Nikki Faber din serialul Spin City. Ea a mai jucat și în sitcom-urile: The Fighting Fitzgeralds (2001) și Lost at Home (2003). 
Britton a primit recenzii pozitive din partea criticilor pentru interpretarea ei ca Tami Taylor din serialul Friday Night Lights din 2006 până în 2011. Pentru acest rol a fost nominalizată pentru două Premii Emmy și pentru Outstanding Lead Actress in a Drama Series. În 2011, ea a interpretat pe Vivien Harmon în primul sezon al serialului American Horror Story, pentru care a fost nominalizat pentru Premiul Emmy.

## Filmografie

### Film
| An   | Titlu                                               | Rolul                   | Note                 |
| ---- | --------------------------------------------------- | ----------------------- | -------------------- |
| 1995 | Fratii McMullen                                     | Molly McMullen          |                      |
| 1998 | Nu Te Uita Înapoi                                   | Kelly                   |                      |
| 2001 | One Eyed King                                       | Helen Riley             |                      |
| 2001 | Next Big Thing, TheThe Next Big Thing               | Kate Crowley            |                      |
| 2004 | În căutarea pentru Kitty                            | Marcie Petracelli       |                      |
| 2004 | Vineri Noapte, Lumini                               | Sharon Gaines           |                      |
| 2005 | Ed Special                                          | Abi                     |                      |
| 2005 | Life Coach, TheThe Life Coach                       | Connie                  |                      |
| 2006 | Spuma Efect                                         | Valinda                 |                      |
| 2006 | Ultima Iarnă                                        | Abby Vanzatori          |                      |
| 2009 | Femeile în Probleme                                 | Doris Hunter            |                      |
| 2010 | Nightmare on Elm Street, AA Nightmare on Elm Street | Dr. Gwendoline Holbrook |                      |
| 2011 | Concepție                                           | Gloria                  |                      |
| 2012 | Aripa Părinte                                       | Sharon Shoshonnesy      | Film de scurt metraj |
| 2012 | Caut Prieten pentru Sfârșitul Lumii                 | Diane                   |                      |
| 2012 | Familia Fitzgerald Crăciun                          | Nora Fitzgerald         |                      |
| 2013 | Îngerii Cântă                                       | Susan Walker            |                      |
| 2013 | Pentru A Face Lista                                 | Jean Klark              |                      |
| 2014 | Acest Lucru Este În Cazul În Care Te Las            | Tracy Sullivan          |                      |
| 2015 | Eu și Earl și Fata Dying                            | Doamna Gaines           |                      |
| 2015 | American Ultra                                      | Victoria Lasseter       |                      |
| 2017 | Beatriz la Cina                                     | Kathy                   |                      |
| 2017 | Profesorul Marston și e de Mirare Femeile           | Josette Frank           |                      |

### Televiziune
| An        | Titlu                                              | Rolul              | Note                                                |
| --------- | -------------------------------------------------- | ------------------ | --------------------------------------------------- |
| 1995-96   | Ellen                                              | Heather            | 3 episoade                                          |
| 1995      | Ace                                                | Cammie Barbash     | Nevândute pilot                                     |
| 1998      | Cupidon                                            | Madeleine          | Episod: "Pilot"                                     |
| 1996      | Clauză                                             | Leslie Bullard     | Film de televiziune                                 |
| 1996-2000 | Spin City                                          | Nikki Faber        | 100 de episoade                                     |
| 2000-01   | Fugarul                                            | Maggie Kimble Hume | 3 episoade                                          |
| 2001      | Lupta Fitzgerald                                   | Sophie Fitzgerald  | 10 episoade                                         |
| 2001      | Aripa De Vest                                      | Connie Tate        | 4 episoade                                          |
| 2001      | Stele copil: Povestea lui Shirley Temple           | Gertrude Templu    | Film de televiziune                                 |
| 2003      | A pierdut Acasa                                    | Rachel Davis       | 6 episoade                                          |
| 2005      | Viața cum O Știm Noi                               | Dianne             | Episod: "Papa Wheelie"                              |
| 2006      | 24                                                 | Diane Huxley       | 6 episoade                                          |
| 2006-11   | Vineri Noapte, Lumini                              | Tami Taylor        | 76 de episoade                                      |
| 2011      | American Horror Story: Casa Crimei                 | Vivien Harmon      | 12 episoade                                         |
| 2012-17   | Nashville                                          | Rayna Jaymes       | 97 de episoade, de asemenea, co-producător executiv |
| 2013      | Beat Istorie                                       | Patricia Shaheen   | Episod: "Boston"                                    |
| 2014      | Family Guy                                         | Ea (vocea)         | Episod: "Copt Rău"                                  |
| 2016      | Oamenii v. O. J. Simpson: Povestea Crimei American | Faye Resnick       | 2 episoade                                          |
| 2017      | American Dad!                                      | Ea (vocea)         | Episod: "Toată Slotta Dragoste"                     |
| 2017      | SMILF                                              |                    |                                                     |
| 2018      | La 911                                             |                    |                                                     |

## Discografie

### Albume
| Titlu                                                     | Detalii Album | Vârf graficul poziții     | Vârf graficul poziții | Vârf graficul poziții | Vârf graficul poziții |
| Titlu                                                     | Detalii Album | Marea BRITANIE Compilatii | NOI                   | NE Țară               | NOI Coloane sonore    |
| --------------------------------------------------------- | --- | ------------------------- | --------------------- | --------------------- | --------------------- |
| The Music of Nashville: Season 1 Volume 1                 | - Lansat: noiembrie 11, 2012 (statele UNITE ale americii) - Lansat: februarie 25, 2013 (marea BRITANIE) - Casa De Discuri: Big Machine Records - Format: CD, digital download | 5                         | 14                    | 3                     | 1                     |
| The Music of Nashville: Season 1 Volume 1                 | - Lansat: 7 mai 2013 (statele UNITE ale americii) - Lansat: Mai 20, 2013 (marea BRITANIE) - Casa De Discuri: Big Machine Records - Format: CD, digital download               | 9                         | 13                    | 5                     | 2                     |
| The Music of Nashville, Season 1: The Complete Collection | - Lansat: septembrie 23, 2013 (marea BRITANIE) - Casa De Discuri: Decca/Big Machine Records - Format: CD, digital download                                                    | —                         | —                     | —                     | —                     |
| The Music of Nashville: Season 2, Volume 1                | - Lansat: 10 decembrie 2013 (statele UNITE ale americii) - Lansat: februarie 17, 2014 (marea BRITANIE) - Casa De Discuri: Big Machine Records - Format: CD, digital download  | —                         | 34                    | 7                     | 4                     |
| The Music of Nashville: Season 2, Volume 1                | - Lansat: 6 mai 2014 (statele UNITE ale americii) - Casa De Discuri: Big Machine Records - Format: CD, digital download                                                       | —                         | 13                    | 4                     | 2                     |
| Christmas With Nashville                                  | - Lansat: noiembrie 4, 2014 (statele UNITE ale americii) - Casa De Discuri: Big Machine Records - Format: CD, digital download                                                | —                         | 59                    | 8                     | 10                    |
| The Music of Nashville: Season 3, Volume 1                | - Lansat: decembrie 9, 2014 (statele UNITE ale americii) - Casa De Discuri: Big Machine Records - Format: CD, digital download                                                | —                         | 75                    | 10                    | 6                     |

### Single
| An                                           | Single                                         | Vârf diagramă poziții | Vârf diagramă poziții | Album                                      |
| An                                           | Single                                         | NE Țară               | NOI                   | Album                                      |
| -------------------------------------------- | ---------------------------------------------- | --------------------- | --------------------- | ------------------------------------------ |
| 2012                                         | "No One Will Ever Love You"(cu Charles Esten)O | 36                    | 117                   | Muzica din Nashville: Sezonul 1, Volumul 1 |
| 2012                                         | "Wrong Song" (cu Hayden Panettiere)            | 39                    | —                     | Muzica din Nashville: Sezonul 1, Volumul 1 |
| 2013                                         | "The Best Songs Come from Broken Hearts"       | 42                    | —                     | Muzica din Nashville: Sezonul 1 Volumul 2  |
| 2013                                         | "The Best Songs Come from Broken Hearts"       | 48                    | —                     | N/A                                        |
| 2014                                         | "He Ain't Gonna Change" (cu Hayden Panettiere) | 50                    | —                     | N/A                                        |
| "—" denotă versiuni care nu sunt in diagramă |                                                |                       |                       |                                            |

## Legaturi externe
- Connie Britton pe Twitter
- Connie Britton pe Instagram
- Connie Britton la Internet Movie Database
- Connie Britton la Allmovie
- Connie Britton la Emmys.com Arhivat în 9 octombrie 2012, la Wayback Machine.